# Miguel Jordán
Miguel Jordán (Buenos Aires, Argentina; 7 de julio de 1939) es un actor y director de cine, teatro y televisión argentino.

## Biografía
Jordán es un legendario actor con más de 55 años de carrera. Nieto de españoles, desde chico su abuelo lo llevaba siempre al teatro, lo que fortaleció aún más su deseo de ser actor. Su papá era amigo de un alto funcionario de Radio El Mundo y una vez lo llevó a que presenciara algunos programas.
Se formó artísticamente con grandes maestros: Heddy Crilla, Agustín Alezzo y Humberto Serrano.
Supo vivir momentos muy difíciles durante la época de la dictadura en Argentina, más precisamente en la Guerra de las Malvinas, durante las obras teatrales en el Astros, sufriendo persecuciones.
De joven llegó a hacer encuestas para una empresa durante la etapa en la que el teatro no pagaba.

## Carrera
Desde 1958 trabaja en teatro, TV y radio.

### Filmografía
- 1965: El novicio rebelde
- 1969: Los muchachos de antes no usaban gomina
- 1970: Los muchachos de mi barrio
- 1972: La sonrisa de mamá ... Periodista
- 1972: El picnic de los Campanelli
- 1972: La Maffia ... Diputado
- 1973: Este loco, loco Buenos Aires
- 1974: Yo tengo fe ... Hombre del comité
- 1976: La noche del hurto
- 1976: Te necesito tanto, amor
- 1978: Mi mujer no es mi señora
- 1978: Con mi mujer no puedo
- 1978: Encuentros muy cercanos con señoras de cualquier tipo
- 1979: La fiesta de todos
- 1979: Custodio de señoras
- 1981: Luz Cama Acción
- 1982: Un terceto peculiar ... Patricio
- 1985: El telo y la tele ... Suárez
- 1986: Camarero nocturno en Mar del Plata ... Encargado del estacionamiento
- 2005: Cargo de conciencia
- 2006: Sensaciones (Historia del Sida en la Argentina)
- 2007: Inzomnia
- 2008: Luisa
- 2022: El último hereje

### Televisión
- 1964: El amor tiene cara de mujer
- 1971: Teleteatro de Alberto Migré
- 1971: Viernes de Pacheco
- 1971/1972: Estación Retiro
- 1973: Biondirama
- 1974: Vermouth de Teatro Argentino
- 1975: Teatro como en el teatro
- 1975: Alma rebelde ...Miguel Hernández
- 1978: El Tío Porcel
- 1980: Los hijos de López
- 1980: Los hermanos Torterolo
- 1981: Los especiales de ATC
- 1982: La Peluquería de Don Mateo
- 1983: La comedia del domingo
- 1983: Cara a cara
- 1983: Los fierecillos se divierten
- 1983: Viva la risa
- 1983: Domingos de Pacheco
- 1985: Sábados de Comedia
- 1985/1986: Monumental Moria
- 1987: La Cuñada ... Elvio
- 1989: Las Gatitas y Ratones de Porcel
- 1990: Su comedia favorita
- 1990/1991: Una voz en el teléfono ... Padre Gastón
- 1991/1998: Alta Comedia
- 1993: Marco el candidato
- 1994: La revista de los viernes
- 1994/1995: Sin condena
- 1997: Mama x 2
- 1998/1999: Gasoleros
- 2003: Durmiendo con mi jefe
- 2005: Casados con hijos
- 2005: Doble vida
- 2009: Impostores
- 2005: Amor mío
- 2012: Historias de la primera vez (junto a Mercedes Carreras)
- 2013: Invitado en Hechos y Protagonistas con Anabela Ascar en Crónica TV
- 2013: Mis amigos de siempre
- 2016: Ultimátum

### Teatro
Perteneció al elenco del Teatro San Martín, Teatro Maipo y Teatro Astros, en Comedia Nacional y Cámara de Bs. As .
Entre las muchas obras en que intervino destacan:
Como actor:
- Recuerdo de dos lunes de Arthur Miller (1957)
- El arco de triunfo
- Los árboles mueren de pie
- Todos eran mis hijos
- Borrón y Maipo nuevo (1974)
- El Maipo es el Maipo y el 74 es Nelida Lobato (1974)
- Los verdes están en el Maipo (1976) - Teatro Maipo con Javier Portales, Tristán y Carlos Sánchez
- El Maipo de gala (1976) con Porcel, Olmedo y Ethel Rojo.
- Borrón y Maipo nuevo
- La revista nunca vista (1978) - T Astros
- Es Conde El Draculin (1979)- T. Astros, con Jorge Porcel, Ethel Rojo y Alberto Olmedo.
- ¿Vio...La Revista? (1981) - Teatro Astros
- El reviston (1982) - T. Astros
- El Puente
- Mayo
- Mucho ruido y pocas nueces
- Entre dos amores
- Conquistémonos
- La gran magia
- El Dibuk
- Gala de navidad
- La cocina
- Una familia poco normal
- Dos locos en la terraza
- El circo de la vida
- El combinado
- El enfermo imaginario de Moliére (2012)
- Fortuna, una ilusión musical (2012)
- Tierra del fuego (2013)
- "Las heridas del viento" (2018)

Como director:
- Mi vida y un adiós
- Virgen... pero no tanto
- La indiecita violada
- Malambo para Ricardo III
- Madre soltera
- La letra con sangre entra
- El circo de la vida
- Jaque al Cómico

Junto a la cantante Carmen Flores recorrió la Argentina de sur a norte e hizo varias galas por España.

### Radioteatro
- Las Dos carátulas
- Radio Cine
- Permiso para imaginar, dirigido por Alberto Migre

### Radio
Desde 2010 tiene un programa de radio Luces de mi ciudad, en AM 1110.

## Premios
Ganó un premio como mejor revelación masculina por su interpretación en el film  La mafia, protagonizada por Alfredo Alcón. En teatro ganó un premio como mejor revelación masculina por su papel en la obra Todos eran mis hijos, también ganó el Premio Estrella de Mar  por mejor actor por El Mundo de Carmen Flores.
En la década del '90 ganó el Premio Martín Fierro como mejor actor de reparto por la telenovela dirigida por Migré, Una voz en el teléfono.
El 2 de julio de 2012 se le entregó en el Senado de la Nación el premio Pablo Podestá a la trayectoria.

## Vida privada
Actualmente jubilado mantiene una vida sana, practica Aquagym (ejercicios de natación) y caminatas diarias. Tiene una sociedad argentina de gestión llamada ARSAGA, que protege a los actores e intérpretes.